# Sainte-Segrée
Sainte-Segrée é uma comuna francesa na região administrativa de Altos da França, no departamento de Somme. Estende-se por uma área de 2,27 km². Em 2010 a comuna tinha 59 habitantes (densidade: 26 hab./km²).